# Berta Ambrož
Berta Ambrož, född 29 oktober 1944, död 1 juli 2003, var en slovensk sångerska.

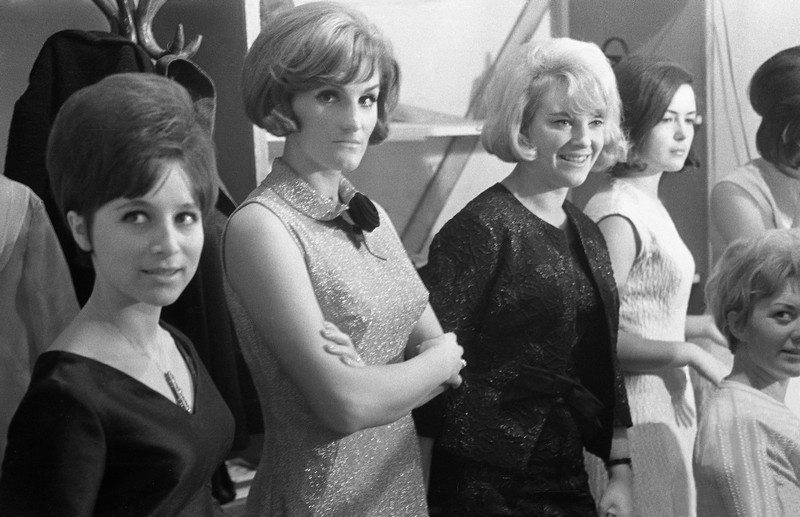
Berta Ambrož, Elda Viler och Majda Sepe på Opatija '65-festivalen

Ambrož representerade Jugoslavien i Eurovision Song Contest 1966 med bidraget Brez besed. Detta var det första bidraget i tävlingen som framfördes på slovenska. I den slovenska uttagningen framförde hon även låten Sanjala sam, som blev utan placering.
Ambrož deltog flera gånger i musikfestivalen Slovenska popevka, den slovenska motsvarigheten till San Remo-festivalen i Italien.

## Diskografi
- Ne Glej Me Čez Ramo (1965) - EP
- Brez Besed (1966) - EP